# Uors
Uors (toponimo romancio; in tedesco Furth, desueto) è una frazione del comune svizzero di Lumnezia, nella regione Surselva (Canton Grigioni).

## Storia

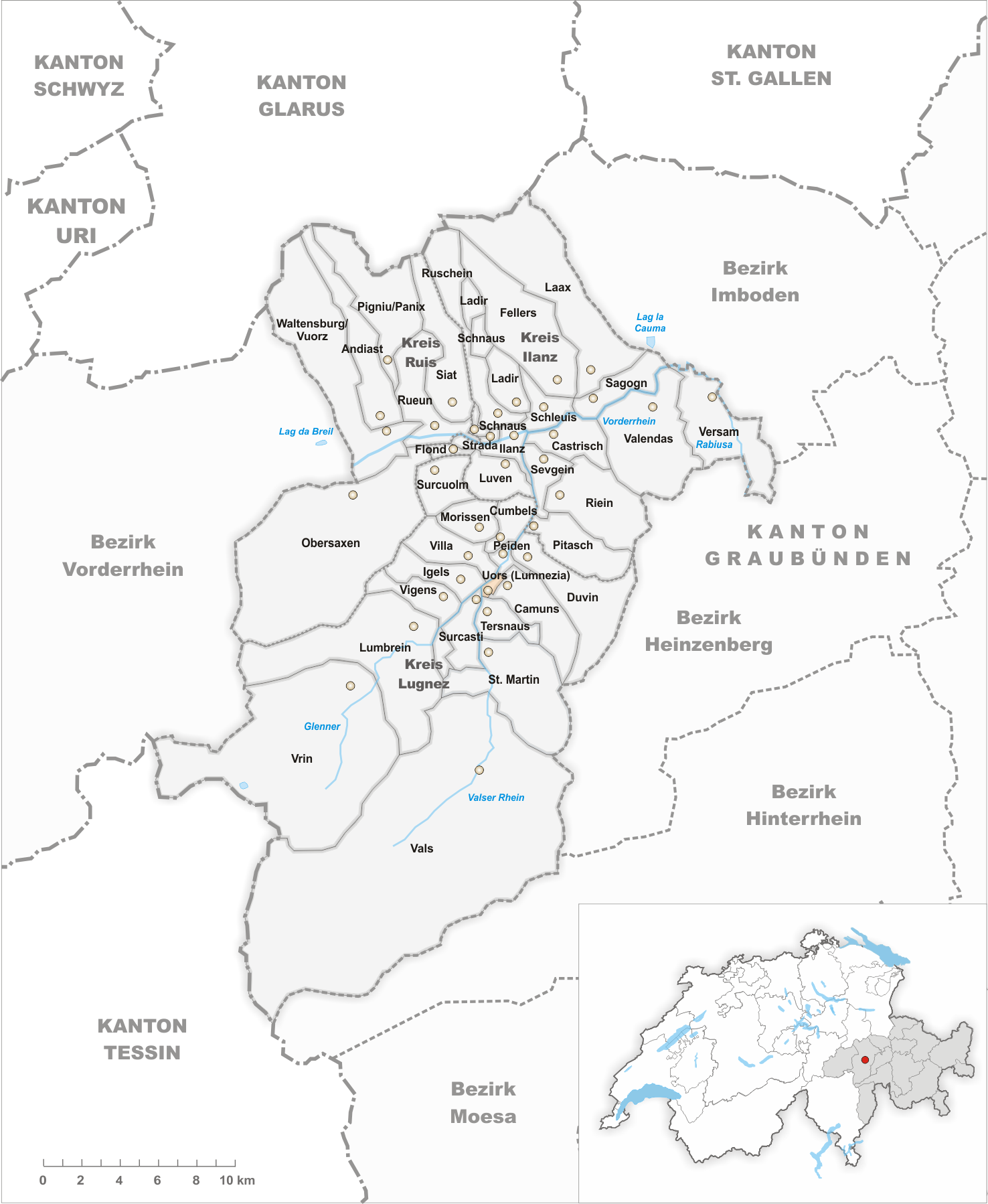
Il territorio del comune di Uors prima degli accorpamenti comunali del 1963

Già comune autonomo istituito nel 1851 e che fino al 1903 comprese anche l'insediamento di Runs, nel 1963 è stato aggregato all'altro comune soppresso di Peiden per formare il nuovo comune di Uors-Peiden, il quale nel 2002 è stato aggregato agli altri comuni soppressi di Camuns, Surcasti e Tersnaus per formare il nuovo comune di Suraua; Suraua a sua volta il 1º gennaio 2013 è stato aggregato agli altri comuni soppressi di Cumbel, Degen, Lumbrein, Morissen, Vella, Vignogn e Vrin per formare il nuovo comune di Lumnezia.

## Monumenti e luoghi d'interesse
- Cappella di San Carlo Borromeo.

## Società

### Evoluzione demografica
L'evoluzione demografica è riportata nella seguente tabella:
Abitanti censiti